# Раннє
Ра́ннє (рос. Раннее) — село у складі Ташлинського району Оренбурзької області, Росія.

## Населення
Населення — 638 осіб (2010; 672 у 2002).
Національний склад (станом на 2002 рік):
- росіяни — 75 %